# Jürgen Zäck
Jürgen Zäck né le 8 août 1965 à Coblence est un triathlète et duathlète professionnel allemand.

## Biographie
Jürgen Zäck pratique l'athlétisme avant de commencer le triathlon en 1983. Il remporte son premier titre de champion d’Allemagne sur distance S (sprint) en 1988. Il s'entraîne avec les triathlètes  Wolfgang Dittrich et Dirk Aschmoneit et dominent ensemble le triathlon allemand au début des années 1990. En 1992, il remporte le Powerman Duathlon à Zofingue en Suisse et il devient vice champion du monde d'Ironman en 1997, compétition à laquelle il participe onze fois. Il détient le record de temps sur l'Ironman Europe à Roth pendant quatorze ans en 7 h 51 min 42 s, ce record est battu par son compatriote Andreas Raelert en 2011.
En mai 2006  Jürgen Zäck est contrôlé positif aux stéroïdes sur l'échantillon A, il ne fait pas appel, renonçant à une procédure « longue et coûteuse » il est suspendu pour deux ans par la fédération allemande de triathlon, mais il ne reconnait pas s'être volontairement dopé, s’annonçant comme victime de compléments alimentaires contaminés. En juillet de cette même année, à l'âge de 40 ans, il annonce sa retraite sportive.
Jürgen Zäck vit régulièrement à Phuket en  Thailande, où il officie en tant qu'entraineur sénior à la Triathlon Academy Thanyapura.

## Palmarès
Le tableau présente les résultats les plus significatifs (podium) obtenus sur le circuit national et international de triathlon depuis 1986,.
| Année | Compétition                                  | Pays        | Position           | Temps           |
| ----- | -------------------------------------------- | ----------- | ------------------ | --------------- |
| 2003  | Ironman Allemagne                            | Allemagne   | Médaille de bronze | 8 h 20 min 12 s |
| 2002  | Ironman Allemagne                            | Allemagne   | Médaille d'argent  | 8 h 30 min 7 s  |
| 2001  | Ironman Autriche                             | États-Unis  | Médaille d'or      | 8 h 6 min 58 s  |
| 2000  | Ironman Autriche                             | États-Unis  | Médaille d'or      | 8 h 7 min 16 s  |
| 1999  | Ironman Europe                               | Allemagne   | Médaille d'or      | 7 h 56 min 0 s  |
| 1998  | Ironman Europe                               | Allemagne   | Médaille d'or      | 8 h 3 min 59 s  |
| 1997  | Ironman - Championnat du monde à Kailua-Kona | États-Unis  | Médaille d'argent  | 8 h 39 min 18 s |
| 1997  | Ironman Europe                               | Allemagne   | Médaille d'argent  | 7 h 51 min 42 s |
| 1996  | Ironman Australie                            | Australie   | Médaille d'or      | 8 h 20 min 25 s |
| 1995  | Ironman Europe                               | Allemagne   | Médaille d'or      | 8 h 8 min 7 s   |
| 1994  | Ironman Europe                               | Allemagne   | Médaille d'or      | 8 h 1 min 59 s  |
| 1994  | Powerman Duathlon Zofingen                   | Suisse      | Médaille de bronze | 6 h 32 min 31 s |
| 1993  | Ironman Europe                               | Allemagne   | Médaille d'argent  | 8 h 7 min 55 s  |
| 1992  | Powerman Duathlon Zofingen                   | Suisse      | Médaille d'or      | 6 h 22 min 44 s |
| 1992  | Championnat d'Allemagne longue distance MD   | Allemagne   | Médaille d'or      | Timing          |
| 1991  | Ironman Europe                               | Allemagne   | Médaille de bronze | 8 h 15 min 34 s |
| 1990  | Championnat d'Europe longue distance         | Pays-Bas    | Médaille de bronze | 8 h 33 min 17 s |
| 1990  | Championnat d'Allemagne longue distance MD   | Allemagne   | Médaille d'or      | Timing          |
| 1989  | Ironman Europe                               | Allemagne   | Médaille d'or      | 3 h 59 min 59 s |
| 1989  | Championnat d'Europe                         | Portugal    | Médaille de bronze | 2 h 3 min 4 s   |
| 1989  | Championnat d'Allemagne longue distance MD   | Allemagne   | Médaille d'or      | Timing          |
| 1988  | Championnat d'Allemagne                      | Allemagne   | Médaille d'or      | 2 h 3 min 59 s  |
| 1987  | Championnat d'Allemagne                      | Allemagne   | Médaille d'argent  | Timing          |
| 1986  | Championnat d'Europe                         | Royaume-Uni | Médaille d'argent  | 2 h 0 min 10 s  |